# ربيع الحوتي
ربيع أحمد عبد الرحيم الحوتى لاعب كرة قدم دولي ليبي يلعب لمنتخب ليبيا لكرة القدم الخماسية من مواليد مدينة بنغازي ( 19 / 6 \ 1985 ) يلعب في مركز مهاجم و يحمل القميص رقم 6 التحق رسميا بصفوف منتخب ليبيا لكرة القدم الخماسية شهر يونيو 2007 و لعب للمنتخب في عدة بطولات عربية و قارية و كما أنه شارك مع منتخب ليبيا لكرة القدم الخماسية في بطولة العالم لكرة القدم داخل الصالات التي أقيمت في البرازيل ربيع الحوتي لعب لعدة فرق محلية و عربية منها نادي النصر الليبي - نادي الأهلي بنغازي - نادي القادسية الكويتي ... تعرض اللاعب لمحاولة اغتيال سنة 2014 في مدينة بنغازي و نجا منها

## الإنجازات
مع المنتخب الليبي :
1. بطل أفريقيا لكرة القدم الخماسية سنة 2008 .
2. التأهل لبطولة العالم لكرة القدم داخل الصالات لأول مرة في تاريخ منتخب ليبيا لكرة القدم الخماسية .
3. بطل العرب مع منتخب ليبيا لكرة القدم الخماسية في الدورة الثالثة للبطولة التي أقيمت سنة 2007 في ليبيا
4. بطل العرب مع منتخب ليبيا لكرة القدم الخماسية في الدورة الرابعة للبطولة التي أقيمت سنة 2008 في مدينة بورسعيد في جمهورية مصر العربية

على المستوى الشخصي :
- أفضل هداف في بطولة شمال أفريقيا لكرة القدم الخماسية التي أقيمت في ليبيا سنة 2010

## وصلات خارجية
- ربيع الحوتي على موقع الاتحاد الدولي (مؤرشف)  (الإنجليزية)
- صفحة بيانات اللاعب في موقع كووورة - الموقع الرياضي العربي الأول
- خبر محاولة اغتيال اللاعب ربيع الحوتي
- ليبيا تحتفظ بلقب بطولة شمال إفريقيا لخماسيات كرة القدم - موقع قناة العربية
- موقع يورو سبورت عربية